# 도자키 마사키
도자키 마사키(일본어: 登崎 雅貴, 1994년 8월 27일~)는 일본의 축구 선수이다.

## 구단 경력
그는 2013년부터 2016년까지 도키와 대학에서 활동하였다. 2017년 J3리그의 카탈레 도야마에 입단했다. 12경기에 출전하여, 1득점을 넣었다.